# دونالد لیندن-بل
دونالد لیندن-بل (انگلیسی: Donald Lynden-Bell؛ ۵ آوریل ۱۹۳۵ – ۵ فوریهٔ ۲۰۱۸) یک اخترشناس اهل بریتانیا بود.
وی همچنین برنده جوایزی همچون جایزه کاولی شده‌است.